# Martian Child
Martian Child (bra: Ensinando a Viver; prt: O Pequeno Marciano) é um filme de comédia dramática de 2007, dirigido por Menno Meyjes e baseado em um livro de mesmo nome de 1994, escrito por David Gerrold. O filme é estrelado por John Cusack como um escritor que adota um menino estranho (Bobby Coleman) que acredita ser de Marte. O filme foi lançado nos cinemas em 2 de novembro de 2007 pela New Line Cinema.

## Enredo
David Gordon (John Cusack), é um popular escritor de ficção científica, que perdeu sua esposa Maria quando eles estavam prestes a adotar uma criança. Dois anos mais tarde, David retoma os planos que tinha com a falecida esposa e, enquanto aguarda para adotar uma criança, acaba se deparando com com um garoto chamado Dennis (Bobby Coleman). Socialmente desajeitado, Dennis acredita ter vindo de Marte. Cheio de hábitos peculiares, o garoto só vai ao ar livre quando sob a tampa de uma caixa grande para bloquear os raios nocivos do sol. Ele também usa um cinto com pesos, para contrabalançar a fraca gravidade da Terra.
Embora inicialmente hesitantes em adotar um menino sozinho, David reconhece que uma parte dele de Dennis e lentamente persuade-o para fora da caixa e em sua casa.
Com a ajuda da amiga Harlee (Amanda Peet) e de sua irmã Liz (interpretada por Joan Cusack, irmã do ator John Cusack na vida real ), David e Dennis começar um árduo processo de aprendizagem sobre o outro. As manias de Dennis, como tirar fotografias incessantemente ou só comer o cereal Lucky Charms acabam conquistando David e os dois acabam construindo uma relação de pai e filho.
Como David, Dennis ensina como ser um Terráqueo, pai e filho ganham a confiança um do outro e, eventualmente, encontram alguém que vai amá-los de forma Incondicional.

## Elenco
- John Cusack como David Gordon - autor e pai
- Bobby Coleman como Dennis - "marciano" e filho
- Amanda Peet como Harlee - amiga e interesse amoroso
- Joan Cusack como Liz Gordon - irmã e tia
- Sophie Okonedo como Sophie - mãe adotiva
- Anjelica Huston como Tina - publicitária e chefe
- Richard Schiff como Sr. Lefkowitz - chefe da assistência social
- Oliver Platt como Jeff - agente publicitário
- Howard Hesseman como Dr. Berg
- David Kaye como Andy

## Dublagem brasileira
- David Gordon:Marco Antonio Abreu[6]
- Dennis:Bruno Marçal[6]
- Harlee:Leticia Quinto[6]
- Liz:Lúcia Helena[6]
- Sophie:Adriana Pissardini[6]
- Jeff:Marcelo Pissardini[6]
- Mimi:Patrícia Scalvi[6]

## Recepção
No agregador de críticas dos Estados Unidos, o Rotten Tomatoes, na pontuação onde a equipe do site categoriza as opiniões da  grande mídia e da mídia independente apenas como positivas ou negativas, o filme tem um índice de aprovação de 35% calculado com base em 110 comentários dos críticos. Por comparação, com as mesmas opiniões sendo calculadas usando uma média aritmética ponderada, a nota alcançada é 5/10 que é seguida do consenso dizendo: "Apesar de alguns encantos, a manipulação emocional aberta e um tom inconsistente impedem que Martian Child seja o drama sincero que aspira a ser."

Em outro agregador de críticas também dos Estados Unidos, o Metacritic, que calcula as notas das opiniões usando somente uma média aritmética ponderada de determinados veículos de comunicação em maior parte da grande mídia, o filme tem 26 avaliações da imprensa anexadas no site e uma pontuação de 48 entre 100, com a indicação de "revisões mistas ou neutras".

## Prêmios e Indicações
| Ano  | Prêmio                   | Categoria                                  | Indicação     | Resultado | Ref.  |
| ---- | ------------------------ | ------------------------------------------ | ------------- | --------- | ----- |
| 2008 | 29th Young Artist Awards | Melhor Filme de Família - Comédia ou Drama |               | Indicado  | [ 9 ] |
| 2008 | 29th Young Artist Awards | Melhor Ator de 10 anos ou menos            | Bobby Coleman | Indicado  | [ 9 ] |